# Last.fm
Last.fm – internetowa radiostacja oraz system muzycznych rekomendacji, który połączył się z siostrzanym projektem Audioscrobbler w sierpniu 2005. 
System tworzy szczegółowe profile gustu muzycznego każdego z użytkowników, pokazując ich ulubionych artystów oraz autorów na spersonalizowanych stronach. Uwzględniane są przy tym utwory odtworzone z filtrowanych kanałów radiowych udostępnianych przez serwis oraz dodatkowo zarejestrowane przez aplikację Last.fm zainstalowaną na komputerze użytkownika i pobierającą informację z odtwarzacza multimedialnego.

## Historia
Audioscrobbler na początku był projektem z zakresu informatyki stworzonym przez Richarda "RJ" Jonesa podczas studiów na Uniwersytecie w Southampton w Wielkiej Brytanii. RJ stworzył pierwsze wtyczki, po czym otworzył dostęp do API dla użytkowników, w wyniku czego projekt stał się dostępny dla wielu odtwarzaczy multimedialnych działających pod różnymi systemami operacyjnymi. Audioscrobbler został ograniczony do zapisywania informacji o muzyce odtwarzanej przez użytkownika na zarejestrowanym komputerze, co pozwoliło na tworzenie notowań i filtrowanie wg profilu.
Last.fm zostało utworzone w 2002 roku przez Feliksa Millera, Martina Stiksela, Michaela Breidenbrueckera oraz Thomasa Willomitzera, pochodzących z Austrii i Niemiec, jako internetowa stacja radiowa i strona społeczności internetowej o profilu muzycznym, korzystająca z podobnych profili muzycznych do tworzenia dynamicznych list odtwarzania. Przyciski "uwielbienia" i "blokady" pozwoliły użytkownikom na podstawową personalizację ich profili. Last.fm wygrało nagrodę Europrix w 2002 roku oraz było nominowane do nagrody Prix Ars Electronica w roku 2003.
Zespoły Audioscrobblera i Last.fm rozpoczęły ścisłą współpracę, obydwa przeniosły się do wspólnego biura w Whitechapel, Londyn i w roku 2003 Last.fm zostało całkowicie zintegrowane z profilami Audioscrobblera. Dane mogły być przekazywane za pośrednictwem wtyczki Audioscrobblera lub stacje radiowe Last.fm. Strony posiadały również wspólne fora dyskusyjne, jednak było też kilka unikatowych dla każdej z nich. 9 sierpnia 2005 roku stara wersja strony Audioscrobbler pod adresem audioscrobbler.com została całkowicie połączona z nową stroną Last.fm. 5 września 2005 roku powstała strona audioscrobbler.net o profilu programistycznym.
14 lipca 2006 roku nastąpiła odsłona aktualizacji strony. Zawierała ona nową aplikację do odtwarzania strumieni radiowych Last.fm oraz zbierania danych o utworach odtwarzanych w innych odtwarzaczach multimedialnych. Inne zmiany: rozbudowa systemu przyjaciół i aktualizacja do wymogu dwustronnej przyjaźni; dodanie kokpitu Last.fm, gdzie użytkownicy mogą znaleźć wszystkie pasujące do ich profilu informacje, takie jak aktualne stany przyjaciół, ostatnie aktualizacje dzienników, proponowane utwory oraz śledzenie odpowiedzi na forum; rozbudowane opcje zakupu muzyki od internetowych dostawców; oraz nowy wygląd strony (z możliwością wyboru schematu w kolorze czarnym). Reakcje na nowy wygląd strony były zróżnicowane wśród użytkowników, włączając w to niezadowolenie z powodu opóźnień wsparcia dla Internet Explorer 7, podczas gdy ta aplikacja pozostawała w etapie beta.
15 lipca 2006 roku uruchomiona została japońska wersja serwisu, dostępna z lewego dolnego rogu szablonu.
30 maja 2007 amerykański nadawca telewizyjny CBS ogłosił przejęcie last.fm za 140 milionów funtów.
Aktualnie dostępne są również inne wersje językowe serwisu. Dostępnymi językami są: niemiecki, hiszpański, francuski, włoski, polski, portugalski, rosyjski, koreański, chiński, szwedzki oraz turecki.

## Zawartość
Użytkownik Last.fm może rozbudowywać swój profil muzyczny na dwa sposoby: odsłuchując posiadane utwory na odtwarzaczu multimedialnym i pozwolić oprogramowaniu Last.fm rejestrować informację o nich lub słuchając radia internetowego korzystając z oprogramowania Last.fm. Odtworzone utwory dodawane są do logów, dzięki którym powstają spersonalizowane tabele ulubionych wykonawców/utworów i muzyczne rekomendacje. Proces automatycznego logowania danych utworu został nazwany scrobblingiem. Strona użytkownika wyświetla także ostatnio odsłuchane utwory, które są dostępne za pośrednictwem usługi sieciowej do umieszczenia na blogach lub w sygnaturze forum internetowego.
Rekomendacje są tworzone przy użyciu algorytmu spersonalizowanego filtrowania, dlatego użytkownicy otrzymują listę artystów, których nie słuchają jednak najprawdopodobniej odpowiadają oni gustowi muzycznemu danego użytkownika. Last.fm pozwala także na dowolne polecanie wybranych wykonawców, utworów lub albumów muzycznych innym użytkownikom (jeśli tylko rekomendowany element znajduje się w bazie Last.fm).
Prawdopodobnie najbardziej wykorzystywaną opcją z zakresu wirtualnych społeczności, jest możliwość stworzenia grup użytkowników, którzy mają ze sobą coś wspólnego. Last.fm wygeneruje grupę, która upodobniona jest do profilu użytkownika, z tą różnicą, że tworzone są listy zawierające sumę upodobań wszystkich członków danej grupy.
Wytwórnie muzyczne są namawiane do promowania muzyki za pośrednictwem Last.fm, ponieważ filtrowanie i rekomendacje oznaczają, że konkretna muzyka dotrze do użytkowników którzy już słuchają podobnej. Last.fm posiada ponad 7 milionów utworów i stale rośnie. Dwie czołowe wytwórnie fonograficzne Warner Bros Co. oraz Sony Music udostępniły całe swoje kolekcje Last.fm. Na wielu podstronach wykonawców znaleźć można 30 sekundowy podgląd utworów odtwarzany na życzenie. Ale głównym celem jest odtwarzanie muzyki na odpowiedniej stacji radiowej.

### Rekomendacje
Ostatnio najbardziej rozwiniętym serwisem na Last.fm stała się strona spersonalizowanych rekomendacji. Strona przedstawia listę utworów rekomendowanych bezpośrednio danemu użytkownikowi lub grupie, do której należy, dzienniki innych użytkowników dotyczące słuchanych artystów lub napisane przez użytkowników słuchających podobnej muzyki. Na stronie znajduje się także „radio rekomendacji”, które odgrywa specjalnie wyselekcjonowaną muzykę na podstawie utworów odsłuchanych przez użytkownika w ostatnim tygodniu.
Strony użytkowników posiadają „Gust-o-metry” które pokazują kompatybilność gustów muzycznych dwóch użytkowników.

### Tagi
Wraz z reaktywacją serwisu w sierpniu 2005 Last.fm pojawiła się możliwość tagowania artystów, albumów i utworów, dająca możliwość rozległej folksonomii muzyki. Użytkownicy mogą segregować muzykę według tagów, jednak większą zaletą tego jest „radio tagów”, pozwalające użytkownikom słuchać muzyki oznaczonej w wybrany sposób. Tagowanie może dotyczyć rodzaju („garage rock”), nastroju („chill”), charakterystycznej cechy wykonawcy („baryton”) lub innego rodzaju klasyfikacji stworzonej przez użytkownika („piosenkarze, których Sarah by lubiła”).

### Wydarzenia
Wraz z aktualizacją w październiku 2006 dodano moduł wydarzeń. Pozwala on określić dokładną lokalizację i odległość od niej, po czym proponuje koncerty, w których dany użytkownik może chcieć wziąć udział. Można również dodać się do listy uczestników.

### Płatne konta
Last.fm oferuje płatne konta, w cenie 3,00 €/$/£ (waluta do wyboru przy płatności) za miesiąc. Wraz z płatnym kontem użytkownik otrzymuje:
- brak reklam
- nielimitowany transfer strumieniowy
- możliwość śledzenia ostatnich odwiedzin strony użytkownika
- W Stanach Zjednoczonych, Wielkiej Brytanii i Niemczech są dostępne dodatkowe opcje niedostępne w innych krajach.

Wyżej wymienione trzy państwa oraz właściciele kont Xbox Live Gold mają nieodpłatny transfer strumieniowy.
Z dniem 22 kwietnia 2009 została wprowadzona opłata od użytkowników Radia Last.fm z krajów innych niż Stany Zjednoczone, Wielka Brytania oraz Niemcy.

### Inne
Inne możliwości to kasowanie przesłuchanych utworów według różnych parametrów (pojedynczo, wykonawca), nawigacja do połączonych profili (takich jak profile przyjaciół lub muzycznych sąsiadów - osób o podobnym guście) oraz lista ulubionych albumów każdego użytkownika. W serwisie można również pisać dziennik.

## Radio Last.fm
W serwisie istnieje możliwość słuchania spersonalizowanych stacji radiowych. Mogą one bazować na profilu użytkownika lub jego muzycznych sąsiadach. Grupy o wystarczającej ilości członków również posiadają własne stacje radiowe. Istnieją również stacje oparte na tagach, jeśli dostatecznie dużo utworów zostało oznaczone w wybrany sposób. Radia mogą być wybrane z menu na stronie wykonawców, każda posiada stację podobnych wykonawców.
Strumień radiowy korzysta z plików MP3 (128 kbit/s 44,1 kHz), które mogą być odtwarzane przy pomocy odtwarzacza Last.fm, lub innych kompatybilnych programów jak Amarok czy Rhythmbox.

## Odtwarzacz Last.fm
W okresie do sierpnia 2005, Last.fm generowało otwarty strumień, który mógł być odtwarzany w dowolnie wybranym przez użytkownika odtwarzaczu multimedialnym i połączony z panelem sterowania w przeglądarce internetowej. Jednak z powodu problemów z pomocą techniczną zaprzestano takiego działania. Aktualnie odtwarzacz Last.fm jest jedynym wspieranym odbierającym spersonalizowane transmisje strumieniowe i efektywnie zastępuje wcześniejszy odtwarzacz i osobne wtyczki. Jest to wolne oprogramowanie na licencji GNU General Public License I dostępne darmowo dla systemów operacyjnych GNU/Linux, OS X i Microsoft Windows.

### Inne odtwarzacze
- AIMP
- Amarok
- Amua
- Audacious
- Exaile (wtyczka LastFM)
- Last Exit
- LastFMProxy
- MyLastFM
- Online Last.fm Player
- PandoraFM
- Rhythmbox
- Shell.FM
- StationRipper
- Songbird
- Foobar2000
- Fire.fm – dodatek do przeglądarki internetowej Firefox

## Wtyczka Audioscrobbler
Last.fm może budować profil na podstawie muzyki odtworzonej przez użytkownika na jego komputerze. Użytkownik musi pobrać i zainstalować wtyczkę do swojego odtwarzacza multimedialnego lub zainstalować Scroobler Last.fm współpracujący z uruchomionym odtwarzaczem. Wtyczka automatycznie wysyła informację na temat tytułu utworu po połowie lub pierwszych 4 minutach jego trwania. Jeżeli jednak utwór jest krótszy niż 30 sekund lub nie posiada metadanych (ID3, CDDB, etc.) informacje o nim nie zostaną przesłane. Opcja ta jest dostępna również dla posiadaczy połączenia modemowego, ponieważ dane są zapisywane do pliku i przesyłane, gdy komputer zostanie podłączony do sieci Internet.

### Lista obsługiwanych odtwarzaczy multimedialnych
Obsługiwane są następujące odtwarzacze:
- AlbumPlayer
- AIMP 2
- Amarok
- BMPx
- Clementine
- Exaile
- Helium Music Manager
- Herrie
- Listen
- MP3Toys
- Rhythmbox
- VLC media player
- VUPlayer
- XBMC (wcześniej Xbox Media Center)
- MediaPortal
- QMPlay2
- YamiPod

Wtyczki dostępne są do następujących aplikacji:
- AmigaAMP
- Audacious
- Banshee
- Beep Media Player
- cmus
- foobar2000
- gmusicbrowser (nieoficjalna wtyczka)
- LAUNCHcast
- iTunes
- MediaMonkey (używa wtyczki Winampa)
- J. River Media Center
- Music On Console
- MPD
- Muine (nieoficjalna wtyczka)
- musikCube (nieoficjalna wtyczka w wersji beta)
- Noatun
- Quintessential Player/QCD
- Quod Libet
- Pandora (strona internetowa)
- Songbird
- SlimServer
- Winamp
- Windows Media Player
- XMMS
- XMPlay
- Yahoo Music Engine

Wszystkie wtyczki Audioscrobblera są aplikacjami otwartego oprogramowania, a dane które pobierają, były udostępniane na licencji Creative Commons. Jednak, w związku z zainteresowaniem Last.fm profitami pochodzącymi z udostępniania tych danych, dalsze ich publiczne rozprowadzanie zostało wstrzymane. Ostatnie upublicznienie danych miało miejsce 6 maja 2005 roku.

## Easter eggs
Na stronie Last.fm można odnaleźć kilka easter eggs związanych z serwisem i nieco hermetycznych:
- Fałszywa strona użytkownika Davida Hasselhoffa, który ma rzekomo być jednym z członków zespołu Last.fm (Jego ulubionym utworem jest czołówka z serialu „Knight Rider”).
- Fałszywa strona użytkownika HairyChewie, który rzekomo jest jednym z członków zespołu Last.fm. Jego ulubionym wykonawcą jest Matthew Ogle. W swoim dzienniku ujawnił, iż do Londynu przybył za głosem serca, by móc być razem z Matthew Ogle.
- Fałszywy wykonawca Matthew Ogle, który naprawdę jest głównym web developerem Last.fm. Posiada on również fałszywy album, a nawet fałszywy fan klub. Ostatnie informacje wskazują, że najnowszy album, stworzony we współpracy z Hasselhoffem, ma zostać niedługo wydany. Często występuje w pubie The Prince Arthur, który jest ulubionym miejscem spotkań zespołu Last.fm. Fikcyjne utwory Ogle’a są regularnie scrobblowane przez użytkowników i członków zespołu.
- Fałszywy wykonawca The Singing Microwave, czyli kuchenka mikrofalowa znajdująca się w siedzibie Last.fm.
- Fałszywy wykonawca Julian Stahnke, czyli jeden z członków zespołu Last.fm.
- Fałszywy zespół Cacao, czyli Fiona McLaren i Anil Bawa Cavia z zespołu Last.fm.
- Większość fałszywych artystów została otagowana jako „lastdotmusicprojects”.
- Wśród listy różnych serwisów dostępnych po zalogowaniu można odnaleźć informację o tym, że otrzymasz darmowego kucyka.
- W źródle HTML strony profilu można znaleźć kod:<span class="iesucks"> </span>.